# Mesochorus similis
Mesochorus similis là một loài tò vò trong họ Ichneumonidae.